# 소음주의
소음주의(騷音主義, Bruitismus)란 소음을 의식적으로 악곡 속에 넣으려고 하는 경향을 말한다.
이탈리아의 필리포 톰마소 마리네티가 '속도의 미'와 '전통의 파괴'를 내세워 제창한 '미래파 선언'을 음악의 세계에 도입한 루이지 루솔로는 "오늘의 음악은 더욱 불협화한, 귀에 비정상적으로 울리는 음의 결합을 추구하며 이윽고는 전차나 자동차, 군중이 내는 소음을 이상적으로 구성시키는 편이 <에로이카>나 <전원 교향곡>을 듣는 것보다 더 흥미롭다는 생각을 갖게 될 것이다"라는 견해에서 소음악기(Intonarumori)를 발명하여 잡음만으로 구성된 음악을 발표하였다. 이는 현대음악의 한 방향을 극히 래디컬하게 표현한 것이며 후의 에드가르 바레즈 등에 의한 타악기주의와 뮤지크 콩크레트, 존 케이지의 우연성 음악의 선구라 하겠다.